# Tristesse
Die Tristesse (anhörenⓘ) (frz. [tʀisˈ.tɛs] „Trauer; Traurigkeit“) bezeichnet ein Gefühl oder einen ästhetischen Eindruck der Traurigkeit, der Trübseligkeit, des Jammers oder der Ödnis. Sie kann sowohl zur Beschreibung von Emotionen oder Stimmungen als auch zur Bezeichnung von Zuständen, Gegenständen oder Orten verwendet werden. In diesem Fall drückt der Begriff Langeweile, Geistlosigkeit oder Mangel an Abwechslung aus.
Häufiger als das Substantiv Tristesse wird im Deutschen das Adjektiv trist verwendet. Der Begriff wurde gegen Ende des 18. Jahrhunderts von deutschen Studenten vom französischen Wort triste abgeleitet. In der ersten Zeit nach der Übernahme des französischen Fremdworts findet sich des Öfteren das fehlende „e“ auch in der deutschen Sprache. Das gesamte Wortfeld gilt als negativ konnotiert.
Im 20. Jahrhundert ging das Adjektiv trist in den deutschen Wortschatz über, wohingegen das Substantiv Tristesse immer noch als französisches Fremdwort erkennbar ist.

## Etymologie und Wortgeschichte
Das Wort Tristesse wird in Deutschland seit Ende des 18. Jahrhunderts verwendet. Es ist ein Lehnwort aus dem Französischen. Nach Friedrich Seiler wurde der Begriff aus einem Bedürfnis nach reicherer und feinerer Abtönung des Ausdrucks, das aus einer zunehmenden Vertiefung und Verfeinerung der Anschauung resultiert, zusammen mit einer ganzen Reihe von Beiwörtern übernommen.
Bei der Entlehnung des Worts fand ein Bedeutungswandel statt: Bedeutet Tristesse im Französischen noch einfach „Traurigkeit“, erhielt der Begriff im Deutschen eine ästhetische Dimension. Eine enge Verzahnung zwischen Emotion und Ästhetik ist jedoch schon alt. Augustinus von Hippo fragte in seiner Schrift De vera religione schon im 4. Jahrhundert: Quaeram utrum ideo pulchra sint, quia delectant; an ideo delectent, quia pulchra sunt. (Sind die Schönen Dinge deshalb schön, weil sie Freude bereiten, oder bereiten sie Freude, weil sie schön sind?) Eine Verwendung emotionaler Termini zur Beschreibung ästhetischen Empfindens ist zudem im Deutschen häufig (Beispiele: „ein trauriges Bild“, „ein freundliches Arrangement“).
Im Französischen ist der Begriff erstmals 1145 in einer Schrift des normannischen Dichters Wace mit dem Titel La conception de Notre Dame belegt. Zu finden ist das Wort auch in dem Roman de Troie des Benoît de Sainte-Maure aus dem 12. Jahrhundert. Beispiele für die Verwendung des Wortes tristesse im 17. Jahrhundert sind 1683 bei Nicolas Boileau oder 1611 bei Randle Cotgrave zu lesen. Im späten 19. Jahrhundert finden sie sich unter anderem bei Léon Cladel in Ompdrailles, le Tombeau-des-Lutteurs aus dem Jahr 1879.
In den anderen stark vom Französischen beeinflussten Dialekten und Kleinsprachen ist der Terminus stets ähnlich, so wird aus dem französischen triste im Wallonischen triss und im Provenzalischen trist oder triste. Auch in anderen romanischen Sprachen bleibt der Wortstamm erhalten, Beispiele seien das italienische triste und das spanische triste.
Gemeinsame Wurzel ist aber das lateinische Wort tristis, das verschiedene Bedeutungen hatte. Im Gebrauch mit fatum (das Schicksal), morbus (der Tod) oder bellum (der Krieg) lässt es sich als „unglücksverheißend, trauerbringend, unheilvoll oder gefährlich“ übersetzen. In der Verwendung bei senex (das Alter) oder vita (das Leben) wird es jedoch häufig als „unfreundlich, ernst oder streng“ aufgefasst. Bei Charon von Lampsakos findet sich tristis bei vultus (die Miene) oder navita (der Seemann) in der Bedeutung „grimmig, hart“ oder „finster“. In Verbindung mit sapor (der Geschmack) kann es aber auch mit „bitter, herb“ oder „widerlich“ übersetzt werden. Mit amici (der Freund)  heißt es schließlich „traurig“. Das zugehörige Substantiv tristitia wird vor allem in der Bedeutung „die Traurigkeit“ verwendet.
Das lateinische Wort tristis geht wiederum auf das altgriechische δρίμύς (drimos) zurück, das mit „durchdringend, scharf, herb oder bitter“ übersetzt wird. Verwandtschaft scheint aber auch zum angelsächsischen priste in der Bedeutung „kühn, dreist“ und praestan, das „drücken“ bedeutet, zu bestehen. Sprachwurzel wäre dann treis, das mit „pressen“ übersetzt wird.

## Literatur – Bonjour Tristesse

Bonjour tristesse – Buchdesign von Roberto de Vicq de Cumptich